# Isaac Botella
Pour les articles homonymes, voir Botella.
Isaac Botella Pérez de Landazábal (né le 12 juin 1984 à Elche) est un gymnaste espagnol.